# In My Place
«In My Place» —en español: «En mi lugar»— es una canción de la banda inglesa Coldplay. Fue escrita en forma colaborativa por todos los miembros de dicha banda para su segundo álbum de estudio, A Rush of Blood to the Head. La canción se creó sobre la base de un acompañamiento de batería, guitarra eléctrica y un estribillo. Salió a la venta como sencillo el 5 de agosto de 2002 como el principal sencillo de dicho álbum y alcanzó el segundo puesto en la UK Singles Chart y el número diecisiete en el Billboard Hot 100.
"In My Place" recibió buena crítica, fue alabada por su melodía y su profunda letra y ganó el premio a mejor actuación vocal de un dúo o grupo con vocalista en la 45.ª edición de los Premios Grammy. Su video promocional fue nominado a dos premios otorgados por MuchMusic en 2003 en las categorías de mejor video internacional y grupo internacional favorito.

## Historia y grabación
La canción se tocó por primera vez junto con Animals el 2 de octubre de 2000 en Cambridge Junction.
En una entrevista con la revista Q, el vocalista Chris Martin afirmó que "In My Place" fue una canción que pensaron incluir en su álbum debut, Parachutes (2000). Cuando la banda terminó de grabar su segundo álbum, A Rush of Blood to the Head, Martin consideró que ya estaba completo. Sin embargo, Jon Buckland tocó la canción en su guitarra y Martin, al escucharla, dijo que era necesario incluirla en el álbum. Martin también reveló que "[la canción] habla sobre cómo uno es arrojado al mundo, como obtienes tu posición, en la manera en que te ven y que uno debe aceptarlo".
En una entrevista, Buckland comentó que la canción fue difícil de grabar, así como de buscar la mejor forma de interpretarla en vivo. También dijo que cuando empezaron a grabarla en Liverpool no sabían cómo sonaría, debido al contraste de las ideas que tenía cada uno de los integrantes de la banda.

## Análisis
La canción comienza con un compás interpretado por los platillos de la batería, seguidos por otros cuatro en un compás de 4/4. Luego hace su entrada una línea de guitarra de tres notas y la voz de Martin. Su instrumentación se alterna entre dichos platillos, un acompañamiento de guitarra eléctrica, un estribillo cantado por todos los miembros de la banda y un arreglo para cuerdas interpretado por sintetizadores.
Los tres primeros versos del estribillo de la tercera estrofa aluden a un amor no correspondido. El hombre le dice a la mujer que la va a esperar por siempre, pero también le dice que no cree que sea lo mejor que se quede donde está mucho tiempo más. La letra enfatiza: "But I wait for you/if you go, if you go/leaving me down here on my own/well I wait for you" ("Pero te esperaré/si te vas, si te vas/dejándome aquí por mi cuenta/bien, te esperaré"). Además, la canción contiene un mensaje de aliento.

## Lanzamiento como sencillo
Coldplay lanzó como sencillo principal de A Rush of Blood to the Head en el Reino Unido y Estados Unidos "In My Place" el 5 de agosto de 2002. El sencillo posee dos lados B: "One I Love" y "I Bloom Blaum". Su portada es un retrato de Jon Buckland, digitalmente diseñado por Sølve Sundsbø. "In My Place" llegó a ocupar el segundo puesto de la UK Singles Chart el 17 de agosto de 2002 y lo abandonó el 23 de noviembre del mismo año. También estuvo en el puesto número diecisiete en el Billboard Hot 100 en el mismo año.
"In My Place" fue la primera canción que se grabó para A Rush of Blood to the Head. Coldplay la lanzó como su sencillo principal porque fue el tema que los hizo querer grabar un nuevo álbum tras "un extraño período en el que no sabíamos qué estábamos haciendo" tres meses después del éxito de Parachutes. Según Martin: "Sólo una cosa nos mantuvo en pie: el grabar 'In My Place'. Luego otras canciones fueron apareciendo".

### Recepción de la crítica

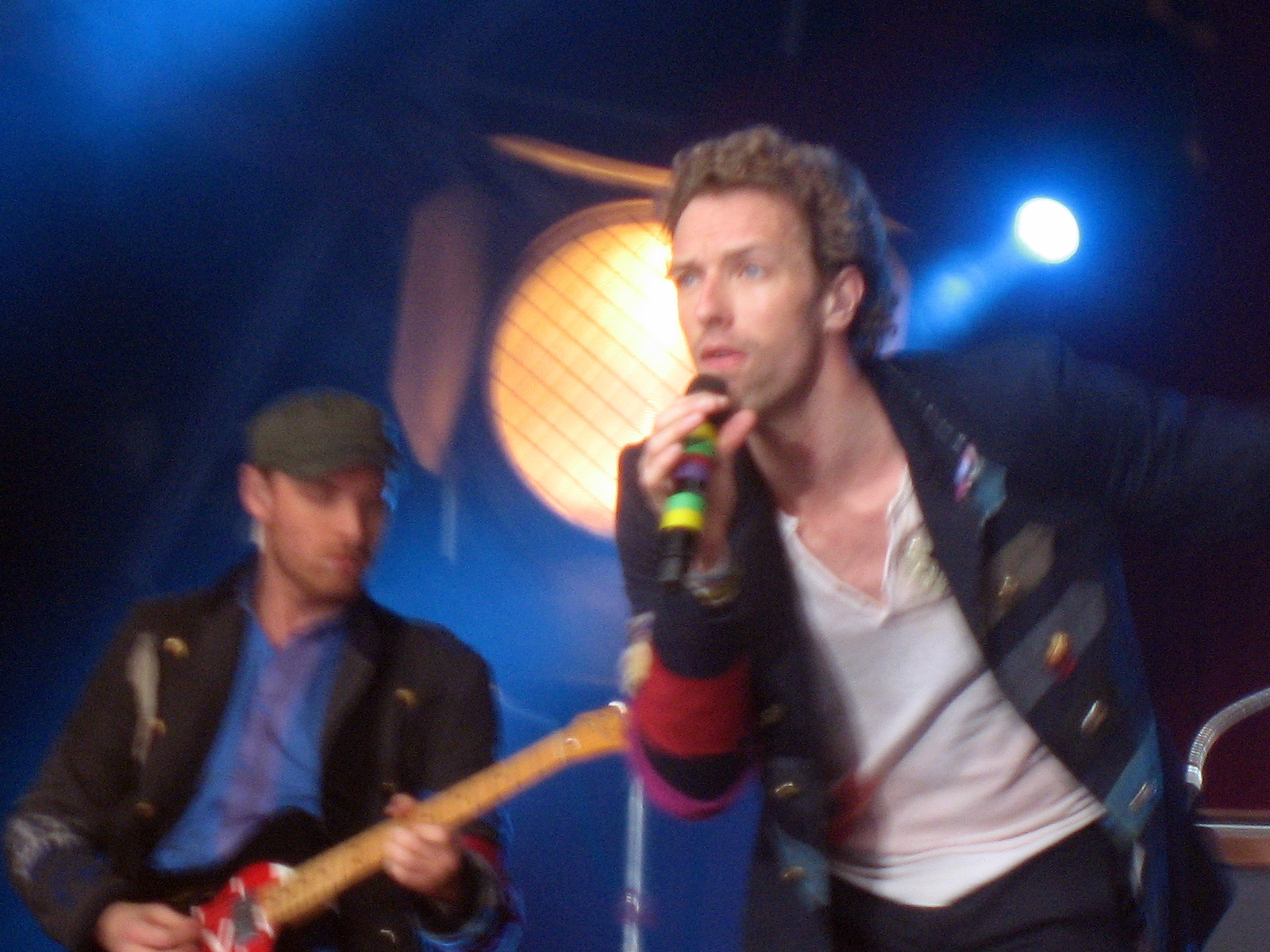
Coldplay interpretando "In My Place" durante un concierto en 2008.

En general, la canción recibió buena crítica. En la revisión del álbum, el crítico de Entertainment Weekly David Browne escribió que "canciones como 'In My Place' y 'Warning Sign' combinan una lamentosa letra con errores [...] con melodías casi líricas y arreglos de guitarra que brillan y resplandecen". Adrien Begrand de PopMatters escribió: "Pese a que el bello sencillo 'In My Place' representa el momento más débil del álbum, es extraordinario. Actualmente tan bien posicionada en las listas de venta como 'Yellow', 'In My Place' es otra canción sorprendentemente simple, bien lograda por la repiqueteante guitarra de Jon Buckland y la emotiva voz de Martin. No debería haber llegado tan lejos, pero Coldplay la ha hecho rendir muy bien. Cuando Martin canta "Please, please, please/Come back and sing to me" ("Por favor/vuelve y canta para mí"), está vendiendo su mensaje y uno lo compra. ¿Y por qué no? Es adorable". Amy M. Bruce de The Towerlight escribió: "Con tantas canciones de rock tan introspectivas como 'In My Place' y 'God Put a Smile upon Your Face', este álbum es mucho mejor que el primero de esta banda". Jules Willis de la BBC escribió: "El segundo tema, el primero escrito luego de Parachutes y que suena como un refugio en dicho álbum es 'In My Place'. Es una fantástica canción de pop que justifica el hecho de que Coldplay sea uno de los mejores grupos de Inglaterra".
"In My Place" ganó el premio Grammy en 2003 en la categoría de mejor actuación de un dúo o grupo con vocalista. Además, fue nominada a dos premios otorgados por MuchMusic, en las categorías de mejor grupo internacional y video internacional favorito.
En 2003, "In My Place" fue incluida en primer álbum en vivo de Coldplay, Live 2003. Además, apareció en el episodio de la serie Cold Case "Saving Sammy" como tema de cierre y también en los créditos de este programa en 2003. La canción apareció nuevamente en un capítulo de la serie Fastlane. Además figura en los videojuegos Guitar Hero III: Legends of Rock y Guitar Hero 5.
En abril de 2014, la emisora colombiana Radioacktiva realizó un top 100 de la década 2000-2010 poniendo este tema en la casilla 29.

## Video promocional
El video promocional de "In My Place" fue dirigido por Sophie Muller y fue televisado por primera vez el 17 de junio de 2002 en AOL. El video muestra a la banda tocando en una enorme habitación vacía. Las dos mujeres que se pueden apreciar sentadas al fondo en una escalera eran integrantes del equipo de producción de la filmación, una de ellas es Faith Holmes, que solía ser comisionadora de video en EMI, y la otra era una asistente de vestuario y maquillaje. La directora les pidió colocarse allí para mostrar la expansión de la habitación. Comienza con la banda interpretando la canción mientras que Martin está sentado en un costado, luego se une y canta directo a la cámara. Durante el solo de guitarra, el cantante va al fondo y habla con las dos mujeres, para luego volver e interpretar el resto de la canción.

## Listado de canciones
| Sencillo en CD |                 |          |  |
| N.º            | Título          | Duración |  |
| 1.             | «In My Place»   | 3:48     |  |
| 2.             | «One I Love»    | 4:35     |  |
| 3.             | «I Bloom Blaum» | 2:11     |  |

| Vinilo de 7 pulgadas |               |          |  |
| N.º                  | Título        | Duración |  |
| 1.                   | «In My Place» | 3:48     |  |
| 2.                   | «One I Love»  | 4:35     |  |

| CD Promocional |               |          |  |
| N.º            | Título        | Duración |  |
| 1.             | «In My Place» | 3:48     |  |

## Posiciones en las listas
| Lista (2002)                              | Posición más alta |
| ----------------------------------------- | ----------------- |
| Australia (ARIA Charts)                   | 23                |
| Canadá (Canadian Hot 100)                 | 2                 |
| Chile (Chile Top 20)                      | 1                 |
| Dinamarca                                 | 16                |
| Francia (SNEP)                            | 60                |
| Italia (FIMI)                             | 4                 |
| Irlanda (IRMA)                            | 2                 |
| Nueva Zelanda (New Zealand Singles Chart) | 24                |
| Noruega                                   | 17                |
| Reino Unido (UK Singles Chart)            | 2                 |
| Billboard Bubbling Under Hot 100 Singles  | 17                |
| Billboard Hot Modern Rock Tracks          | 17                |